# Chế độ nô lệ ở châu Phi
Bài viết này thảo luận về các hệ thống, lịch sử và ảnh hưởng của chế độ nô lệ trong Châu Phi. Xem buôn bán nô lệ Ả Rập, buôn bán nô lệ Đại Tây Dương, Maafa và nô lệ ở Châu Phi đương đại để biết các cuộc thảo luận khác.

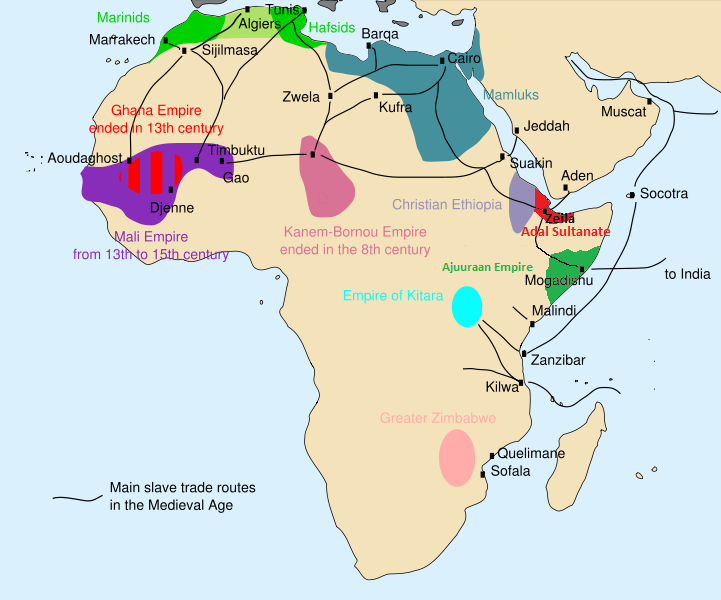
Các tuyến đường buôn nô lệ chính ở châu Phi thời Trung cổ

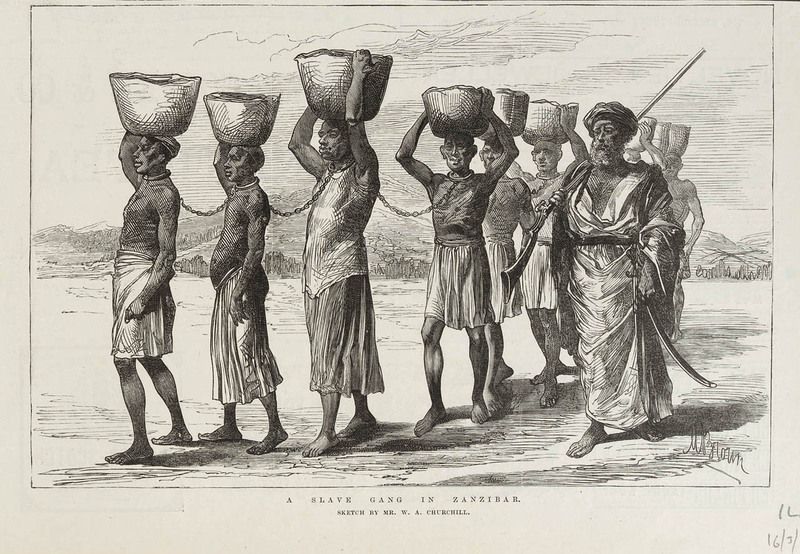
Một băng đảng nô lệ Zanj ở Zanzibar (1889)

Chế độ nô lệ trong lịch sử đã lan rộng ở Châu Phi, và vẫn còn tiếp tục cho đến ngày nay ở một số quốc gia.
Các hệ thống nô lệ và nô lệ là phổ biến ở các vùng của Châu Phi, vì chúng ở phần lớn thế giới cổ đại. Trong nhiều xã hội châu Phi nơi chế độ nô lệ thịnh hành, những người nô lệ không được coi là nô lệ và được trao một số quyền nhất định trong một hệ thống tương tự như lao động có khế ước ở nơi khác trên thế giới. Khi buôn bán nô lệ Ả Rập và buôn bán nô lệ Đại Tây Dương bắt đầu, nhiều hệ thống nô lệ địa phương bắt đầu cung cấp tù nhân cho các thị trường nô lệ bên ngoài châu Phi.
Chế độ nô lệ ở châu Phi lịch sử được thực hiện dưới nhiều hình thức khác nhau: Nô lệ nợ, nô lệ tù binh chiến tranh, nô lệ quân sự, nô lệ cho mại dâm và nô lệ hình sự đều được thực hiện ở nhiều vùng khác nhau ở châu Phi. Chế độ nô lệ cho các mục đích trong nước và tòa án đã lan rộng khắp châu Phi. Chế độ nô lệ của đồn điền cũng xảy ra chủ yếu ở bờ biển phía đông châu Phi và một phần của Tây Phi. Tầm quan trọng của chế độ nô lệ trong đồn điền đã tăng lên trong thế kỷ 19 do bãi bỏ buôn bán nô lệ Đại Tây Dương. Nhiều quốc gia châu Phi phụ thuộc vào buôn bán nô lệ quốc tế đã định hướng lại nền kinh tế của họ theo hướng thương mại hợp pháp do lao động nô lệ làm việc.

## Các hình thức nô lệ
Nhiều hình thức nô lệ và nông nô đã tồn tại trong suốt lịch sử châu Phi và được hình thành bởi các tập quán nô lệ bản địa cũng như thể chế nô lệ của La Mã    (và các quan điểm Kitô giáo sau này về chế độ nô lệ), các thể chế Hồi giáo nô lệ thông qua buôn bán nô lệ Ả Rập, và cuối cùng là buôn bán nô lệ Đại Tây Dương. Chế độ nô lệ là một phần của cấu trúc kinh tế của các xã hội châu Phi trong nhiều thế kỷ, mặc dù mức độ khác nhau. Ibn Battuta, người đã đến thăm vương quốc cổ đại của Mali vào giữa thế kỷ 14, kể lại rằng người dân địa phương ganh đua với nhau về số nô lệ và người hầu mà họ có, và được tặng cho một cậu bé nô lệ như một "món quà hiếu khách". Ở châu Phi cận Sahara, các mối quan hệ nô lệ thường phức tạp, với các quyền và tự do được trao cho các cá nhân bị bắt làm nô lệ và hạn chế việc bán và đối xử do người chủ của họ thiết lập. Nhiều cộng đồng có hệ thống phân cấp giữa các loại nô lệ khác nhau: ví dụ, phân biệt giữa những người sinh ra đã là nô lệ và những người bị bắt trong chiến tranh.
Các hình thức nô lệ ở Châu Phi có liên quan chặt chẽ đến các cấu trúc thân tộc. Trong nhiều cộng đồng châu Phi, nơi đất đai không thể sở hữu, chiếm hữu nô lệ của các cá nhân đã được sử dụng như một phương tiện để tăng ảnh hưởng của một người và mở rộng kết nối. Điều này làm cho nô lệ trở thành một phần vĩnh viễn của dòng dõi người chủ và con cái của nô lệ có thể kết nối chặt chẽ với các mối quan hệ gia đình lớn hơn. Con cái của nô lệ sinh ra trong gia đình có thể được hợp nhất vào nhóm thân tộc của chủ nhân và vươn lên vị trí nổi bật trong xã hội, thậm chí đến cấp thủ lĩnh bộ lạc trong một số trường hợp. Tuy nhiên, sự kỳ thị thường vẫn có và có thể có sự tách biệt nghiêm ngặt giữa các thành viên nô lệ của một nhóm thân tộc và những người có liên quan đến người chủ.